# The Köln Concert
The Köln Concert è una registrazione del pianista jazz Keith Jarrett pubblicata dall'etichetta ECM. Si tratta di un'improvvisazione solista eseguita al teatro dell'opera di Colonia il 24 gennaio 1975. È considerato il più famoso album di jazz solo, con 3 milioni e mezzo di copie vendute.

## Antefatti
Il concerto a Colonia faceva parte del suo tour europeo solista iniziato nel 1973. Precedentemente, Jarrett aveva suonato in formazioni di tre o quattro elementi, poi si era aggregato al gruppo di Miles Davis. Per richiesta di quest'ultimo aveva abbandonato il piano acustico per passare al piano e l'organo elettrici, cosa che non gli piaceva. Il tour da solista fu quindi un ritorno alla sua vena artistica più naturale.
Giunto al teatro poche ore prima del concerto per provare il piano, Jarrett constatò che non vi era lo strumento pattuito, un Bösendorfer 290 Imperial, bensì un altro pianoforte, della stessa fabbrica, ma molto più piccolo. Peraltro lo strumento, usato dal coro del teatro, aveva un pedale rotto e non era accordato correttamente. Jarrett, pertanto, andò a cena e disse all'organizzatrice dell'evento che, se non fosse riuscita a rimediare sostituendo il pianoforte con quello pattuito, non avrebbe suonato. L'organizzatrice riuscì unicamente a sistemare l'accordatura dello strumento, ma il pianista non fu soddisfatto. Solo a causa dell'insistenza della stessa, decise di effettuare lo stesso il concerto.

## Caratteristiche
La registrazione del concerto è divisa in tre parti, che durano rispettivamente 26, 33 e 7 minuti. Originariamente il disco fu distribuito come LP, perciò la seconda parte fu divisa in ulteriori due parti, chiamate "II a" e "II b". La terza parte, chiamata "II c", è l'encore eseguito alla fine del concerto.
Un importante aspetto di questo album è la capacità di Jarrett di eseguire un gran numero di improvvisazioni su una vamp (equivalente jazzistico dell'ostinato) di uno o due accordi per periodi piuttosto prolungati di tempo. Ad esempio, nella parte I, Jarrett esegue ben 12 minuti di improvvisazione utilizzando praticamente due soli accordi, il la minore settima e il sol maggiore. A volte lo stile è calmo, a volte affine al blues, a volte vicino al gospel e alla musica classica. Per gli ultimi sei minuti della parte I inoltre rimane su un tema sull'accordo di la maggiore. Nella parte IIA, gli ultimi otto minuti si sviluppano sul re maggiore, mentre nella parte IIB i primi sei minuti sono un'improvvisazione sull'accordo di fa diesis minore.

## Trascrizione
Fin dall'uscita dell'album, furono pressanti le richieste su Jarrett di pubblicare una trascrizione della musica. Inizialmente Jarrett si rifiutò di soddisfare la richiesta, perché disse che:
- il concerto era completamente improvvisato e secondo lui "doveva andarsene così come era venuto";
- alcune parti del concerto non sono possibili da trascrivere, in quanto completamente fuori dal tempo metronomico.

Alla fine Jarrett cambiò idea, ma pose la condizione di poter controllare tutte le fasi del processo di trascrizione. Successivamente è stata pubblicata anche una trascrizione per chitarra classica, dovuta a Manuel Barrueco.

## Tracce
Musiche di Keith Jarrett.
1. Part I – 26:01
2. Part II a – 14:54
3. Part II b – 18:13
4. Part II c – 6:56

## Curiosità
All'inizio della Parte 1 è possibile udire una risata di uno spettatore dovuta al fatto che Jarrett iniziò l'esecuzione citando una melodia dell'opera di Colonia, che avvisava gli spettatori dell'inizio dello spettacolo.

## Colonne sonore
Film che hanno nella colonna sonora parti di The Köln Concert:
- Il lenzuolo viola (Bad Timing: A Sensual Obsession), regia di Nicolas Roeg (1980)
- Pianoforte, opera prima di Francesca Comencini, (1984)
- Caro diario, regia di Nanni Moretti (1993)